# Баттенберг (Эдер)
Баттенберг (нем. Battenberg) — город в Германии, в земле Гессен. Подчинён административному округу Кассель. Входит в состав района Вальдек-Франкенберг. Население составляет 5445 человек (на 31 декабря 2010 года). Занимает площадь 64,73 км². Официальный код — 06 6 35 004. Подразделяется на 4 городских района.
В Средние века входил в состав графства Сайн-Витгенштейн. В XIX веке Баттенберг избрал местном своего проживания шурин Александра II — Александр Гессенский, чьи потомки приняли фамилию Баттенбергов.